# Michaël Guigou
Michaël Yves Robert Guigou (ur. 28 stycznia 1982 w Apt) – francuski piłkarz ręczny, reprezentant kraju. Występuje w klubie Montpellier Handball. Gra na pozycji lewoskrzydłowego.
Jest dwukrotnym mistrzem olimpijskim, zdobył także srebrny medal. Na igrzyskach olimpijskich w Pekinie pokonali w finale reprezentację Islandii 28:23. Dwa lata później w Londynie obronili tytuł mistrzów, pokonując w decydującym meczu reprezentację Szwecji 22:21. Na następnych igrzyskach w Rio de Janeiro ponieśli porażkę w finałowym spotkaniu z reprezentacją Danii 26:28.
W dorobku posiada również cztery złote i dwa brązowe medale mistrzostw świata.
W tych zawodach zadebiutował podczas mistrzostw świata w 2005 roku w Tunezji, gdzie zdobył brązowy medal, wygrywając w meczu o trzecie miejsce z reprezentacją gospodarzy 26:25. W 2007 roku w Niemczech okazali się słabsi o brązowy medal od Duńczyków, z którymi przegrali 27:34. Na mistrzostwach świata w 2009 roku w Chorwacji pokonali w walce o złoto reprezentację Chorwacji 24:19. Został zarazem ogłoszony najlepszym lewoskrzydłowym turnieju. Dwa lata później na terenie Szwecji obronili tytuł mistrza świata. Tym razem pokonali w finale reprezentację Danii 37:35. Na mistrzostwach świata w 2013 roku w Hiszpanii odpadli w ćwierćfinale po porażce z Chorwatami 23:30. Już na następnych zawodach w Katarze wrócili na zwycięską ścieżkę. w decydującym o złotym medalu pojedynku pokonali reprezentację gospodarzy 25:22. W 2017 roku podczas mistrzostw świata w swojej ojczyźnie okazali się najlepsi, wygrywając w finale z reprezentacją Norwegii 33:26. Dwa lata później na mistrzostwach świata w Niemczech i Danii pokonali w meczu o trzecie miejsce reprezentację Niemiec 26:26, zdobywając brązowe medale.
Posiada też trzy złote i jeden brązowy medal Mistrzostwa Europy w piłce ręcznej mężczyzn. Najlepsi okazali się na mistrzostwach Europy w Szwajcarii w 2006 roku, kiedy pokonali w finale reprezentację Hiszpanii 31:23. Dwa lata później w Norwegii zdobyli brązowy medal po zwycięstwie nad reprezentacją Hiszpanii 36:29. Na mistrzostwach Europy w 2010 roku w Austrii powtórzyli sukces sprzed czterech lat, wygrywając z Chorwatami 25:21. W 2012 roku podczas mistrzostw Europy w Serbii odnieśli klęskę, wygrywając w fazie grupowej zaledwie jeden mecz z reprezentacją Słowenii 28:26. Na następnych zawodach w Danii ponownie sięgnęli po złoto, pokonując w finale reprezentację gospodarzy 41:32. Podczas mistrzostw Europy rozegranych w Polsce w 2016 roku wygrali w meczu o piąte miejsce Duńczyków 29:26. W 2018 roku na mistrzostwach Europy w Chorwacji zdobyli brązowy medal po zwycięstwie nad Duńczykami 32:29.

## Sukcesy

### Reprezentacyjne
Igrzyska olimpijskie:
- (Pekin 2008, Londyn 2012, Tokio 2020)
- (Rio de Janeiro 2016)

Mistrzostwa Świata:
- (Chorwacja 2009, Szwecja 2011, Katar 2015, Francja 2017)
- (Tunezja 2005, Niemcy/Dania 2019)

Mistrzostwa Europy:
- (Szwajcaria 2006, Austria 2010, Dania 2014)
- (Chorwacja 2018)

### Klubowe
Liga Mistrzów:
- (2003, 2018)
- Półfinał (2005)

Puchar EHF:
- (2014)

Mistrzostwo Francji:
- (2002, 2003, 2004, 2005, 2006, 2008, 2009, 2010, 2011, 2012)
- (2001, 2007, 2015, 2018)

Puchar Francji:
- (2001, 2002, 2003, 2005, 2006, 2008, 2009, 2010, 2012, 2013, 2016)
- (2017)

Puchar Ligi:
- (2004, 2005, 2006, 2007, 2008, 2010, 2011, 2012, 2014, 2016)
- (2003, 2009)

## Nagrody indywidualne
- Najlepszy lewoskrzydłowy Mistrzostw Świata 2009

## Odznaczenia
- Oficer Orderu Legii Honorowej – 2021[9]
- Kawaler Orderu Legii Honorowej – 2008[10]
- Oficer Orderu Narodowego Zasługi – 2013[11]